# Rokoutin
Rokoutin est une localité située dans le département de Barsalogho de la province du Sanmatenga dans la région Centre-Nord au Burkina Faso.

## Géographie
Rokoutin est administrativement rattaché au village de Guiendbila.

## Histoire
Le 30 janvier 2020, une attaque terroriste d'un groupe armé, dans le cadre de l'insurrection djihadiste au Burkina Faso, fait neuf morts civils dans le village.

## Éducation et santé
Le centre de soins le plus proche de Rokoutin est le centre médical avec antenne chirurgicale (CMA) de Barsalogho tandis que le centre hospitalier régional (CHR) se trouve à Kaya.